# Rockstar Dundee
Rockstar Dundee（前为Ruffian Games Limited）是Rockstar Games位于英国邓迪游戏开发工作室，前身是加里·利登、比利·汤普森和加雷斯·诺伊斯在2008年4月创办的Ruffian Games。三人曾在Xen Group共事，为《除暴战警》提供核心技术，其中汤普森是游戏的首席设计师。游戏发行后，Ruffian Games趁势推出续集《除暴战警2》，于2010年发行。由于续集销量不佳，工作室没有继续开发第三部作品，转而加入其他合作开发项目，包括多款Kinect游戏，以保持平稳发展。随后《Game of Glens》和《Hollowpoint》遭取消，《怒之铁拳》重制版未获批准。早在2019年10月与Rockstar Games合作后，2020年10月，Ruffian Games被Rockstar Games母公司Take-Two Interactive收购，以Rockstar Dundee的名义收归Rockstar Games麾下。

## 历史

### 2008–2013年：早年与《除暴战警2》

Ruffian Games商标

2008年4月，加里·利登、比利·汤普森和加雷斯·诺伊斯创办Rockstar Dundee前身Ruffian Games。汤普森是Realtime Worlds游戏《除暴战警》的设计师，后来与Xen Group的利登和诺伊斯进行合作，为游戏提供核心技术。工作室名称源于汤普森儿时的经历，当时班上一位同学的父亲认为他教坏了自己的儿子，叫他“痞子”（ruffian）。汤普森跟利登回忆这段经历，建议给公司起名“Ruffian Games”。利登、汤普森和诺伊斯在新公司分别担任工作室总监、創意總監和开发总监。2008年10月，公司搬进邓迪的办公室，2009年1月宣布成立。彼时公司规模15人，由《除暴战警》、《神鬼寓言II》、《GP摩托》和《侠盗猎车手》系列的前开发人员构成，其中“5到6人”从Realtime Worlds跳槽过来。2月，公司聘请《除暴战警》首席开发师史蒂夫·伊内塔（Steve Iannetta）和高级开发师埃德·坎贝尔（Ed Campbell）加盟。5月再聘请15人。2009年11月，得益于倒闭及裁员潮影响到Midway Studios – Newcastle当地其他工作室，员工人数增加到49人。
正式成立后，Ruffian Games表示与一家“大开发商”签订合同。当时有报道指Realtime Worlds正全力制作《全面通缉》，计划将《除暴战警》第二部交给其他开发商负责，Ruffian Games被认为有望负责第二部的开发。Realtime Worlds工作室总监柯林·麦克唐纳（Colin MacDonald）称他的工作室正和游戏的知识产权持有者微软洽谈，商讨续集开发事宜。他怀疑微软和邓迪另一家开发商合作，“损害目前非常富有成效的开发关系”。2009年6月，Ruffian Games宣布开发《除暴战警2》。Realtime Worlds首席执行官大卫·琼斯了解到消息，对微软将游戏开发工作交给Ruffian Games“有点恼火”，认为Ruffian与他们的相似性是种威胁。汤普森则回应称，Ruffian Games聘请了原版每个部门的员工，有能力开发续集。续集执行制作人彼得·唐纳利（Peter Connelly）称Realtime Worlds传主开发《全面通缉》，放弃担任续集开发者。
续集开发比较迅速，但也有困难。工作室被无法掌控的最后限期及原版粉丝的期待困扰，一年多的制作时间“紧张之余，令人精疲力尽”。游戏成品于2010年中旬发布，外界评价褒贬不一，销量惨淡，无法立即启动第三部作品。为了维持业务运作，Ruffian Games与微软开发了几部Kinect作品，包括《Kinect星球大战》和《Nike+ Kinect Training》。2012年左右，工作室为Crytek的《崛起：罗马之子》打造实验性的多人游戏模式，但该模式未出现在成品游戏中。在所有被取消的项目中，《怒之铁拳》是向世嘉投出的重制1991年同名游戏的橄榄枝。小团队用六到八周的时间打造出原型，但项目没得到世嘉的首肯。到2013年，《除暴战警》第三部的开发仍然悬而未决。

### 2013–2019年：独立游戏与项目取消
2013年2月，Ruffian Games公布新作《部落塔》（Tribal Towers）。游戏的概念是打造一款“古怪、剑走偏锋、实时的弹丸格斗游戏”，但alpha阶段的测试版显示游戏及其控制方案非常复杂。之后Ruffian Games暂时搁置计划，将游戏改成改编自高地运动会的游戏《格伦斯游戏》（Game of Glens），融合《愤怒的小鸟》、《我的世界》和《粘粘世界》的元素。2014年1月，史克威尔艾尼克斯的群众募资倡议Collective试运行，《格伦斯游戏》名列三部众筹游戏中。用户投票结果显示仅39%的人计划给《格伦斯游戏》捐钱，相比之下另外两部游戏《机器世界大战》（World War Machine）和《月之猎人》分别有90%和83%的人愿意捐钱。大部分用户反对Ruffian Games打造休闲游戏，而不是《除暴战警》的续作。《格伦斯游戏》的开发最终在2014年4月搁置。
2013年底，诺伊斯离开Ruffian Games，与女朋友移居芬兰，成为独立游戏开发商。他原本计划利用当地的投资机会，设立卫星工作室，结果进展不顺利，认为不适合这么做。2014年8月，Ruffian Games宣布参与动作游戏《空心点》（Hollowpoint）开发，Paradox Interactive负责发行。Paradox Interactive与索尼达成PlayStation 4平台独占协议。然而在2015年中旬公布第二段预告片后，Ruffian Games和Paradox Interactive因创意分歧，结束合作关系，游戏开发工作陷入停滞，留待发行商重新评估游戏的创意方向。随后工作室制作双人本地清版射击游戏《碎片》（Fragmental），灵感出自《迈阿密热线》，游戏于2016年2月开放给Steam玩家抢先体验。设有热座模式的虚拟现实游戏《RADtv》于2019年8月发行。

### 2019年至今：Rockstar Games收购
2019年10月，Ruffian Games宣布与Rockstar Games游戏开发游戏，具体细节不明。2020年10月，Rockstar Games母公司Take-Two Interactive收购Ruffian Games，Ruffian Games收归Rockstar Games （页面存档备份，存于）麾下，易名为Rockstar Dundee。彼时工作室员工约40名。

## 开发游戏
| 年份 | 作品           | 平台              | 发行              | 参考   |
| ---- | -------------- | ----------------- | ----------------- | ------ |
| 2010 | 除暴战警2      | Xbox 360          | Microsoft Studios | [ 14 ] |
| 2012 | Kinect PlayFit | Xbox 360          | Microsoft Studios | [ 33 ] |
| 2017 | Fragmental     | Microsoft Windows | Ruffian Games     | [ 25 ] |
| 2019 | RADtv          | Microsoft Windows | Ruffian Games     | [ 26 ] |

### 其他作品
| 年份 | 作品                     | 领衔开发         | 平台                                         | 发行       | 注释                                                                          | 参考                 |
| ---- | ------------------------ | ---------------- | -------------------------------------------- | ---------- | ----------------------------------------------------------------------------- | -------------------- |
| 2012 | Kinect星球大战           | Terminal Reality | Xbox 360                                     | 微软工作室 |                                                                               | [ 14 ]               |
| 2012 | Nike+ Kinect Training    | Sumo Digital     | Xbox 360                                     | 微软工作室 |                                                                               | [ 14 ]               |
| 2013 | Kinect芝麻街TV（第二季） | Soho Productions | Xbox 360                                     | 微软工作室 |                                                                               | [ 33 ]               |
| 2014 | Kinect 運動大會：對抗賽  | Rare             | Xbox One                                     | 微软工作室 |                                                                               | [ 34 ]               |
| 2014 | 光环：士官长合集         | 343 Industries   | Microsoft Windows、Xbox One、Xbox Series X/S | 微软工作室 | 移植《最後一戰3》、《最後一戰3：ODST》、《最後一戰4》和《最後一戰：瑞曲之戰》 | [ 28 ] [ 35 ] [ 36 ] |
| 2019 | 除暴戰警3                | Sumo Digital     | Microsoft Windows、Xbox One                  | 微软工作室 | 开发多人模式“破坏区”（Wrecking Zone）                                         | [ 28 ]               |

### 未发行
- 《怒之铁拳》[17]
- 《部落塔》/《格伦斯游戏》[20]
- 《空心点》[24]